# 納羅斯鎮區 (密蘇里州梅肯縣)
納羅斯鎮區（英語：Narrows Township）是位於美國密蘇里州梅肯縣的一個行政鎮區。

## 地方資料
納羅斯鎮區的面積為92.88平方千米，當中陸地面積為92.65平方千米，而水域面積為0.23平方千米。根據2020年美國人口普查的數據，當地共有人口450人，而人口密度為每平方千米4.84人。